# Rush Rhees
Rush Rhees (ur. 19 marca 1905, zm. 22 maja 1989) – brytyjski filozof, twórca i jeden z głównych przedstawicieli Wittgensteinowskiej filozofii religii. Jeden z trojga wykonawców testamentu Ludwiga Wittgensteina (obok G.E.M. Anscombe i G.H. von Wrighta), wydawca jego pośmiertnych pism. Od 1940 do 1966 wykładał filozofię na Uniwersytecie Walijskim w Swansea.

## Życiorys
Urodził się w Rochester w stanie Nowy Jork (USA). Jego ojcem był Benjamin Rush Rhees, teolog i pastor baptystyczny, wieloletni rektor Uniwersytetu Rochester. W roku 1922 rozpoczął studia filozoficzne na tym uniwersytecie, jednak po dwóch latach opuścił je z powodu permanentnych kłótni z jednym z profesorów i przeniósł się do Szkocji.
W 1924 roku rozpoczął studia filozoficzne na Uniwersytecie Edynburskim. Jego nauczycielami byli wówczas m.in. Norman Kemp Smith i A. E. Taylor. Studia ukończył z wyróżnieniem w 1928 roku wygrywając prestiżowe stypendium Vans Dunlop Foundation. Od jesieni 1928 do lata 1932 był asystentem wykładowcy filozofii na Uniwersytecie Manchesterskim. W tym czasie na krótko zaangażował się w ruch trockistowski - był autorem kilku artykułów opublikowanych w lewicowym czasopiśmie „Freedom”, czego później żałował.
W 1932 przeniósł się do Innsbrucka, by pod kierunkiem Alfreda Kastila studiować filozofię Franza Brentano. W szczególności interesowało go pojęcie ciągłości, co znalazło odzwierciedlenie w kilku jego późniejszych pracach.
W 1933 rozpoczął studia doktorskie na Uniwersytecie w Cambridge pod kierunkiem G. E. Moore'a. Nigdy jednak nie ukończył doktoratu. Nie opublikował też żadnego artykułu. Pomimo wieloletnich studiów i wbrew doskonałym referencjom nauczycieli i opiekunów naukowych, Rush Rhees bardzo krytycznie oceniał swoje kompetencje filozoficzne i uważał, że nie napisał niczego wartego publikacji. Przez długi czas uniemożliwiało mu to znalezienie stałej posady na uniwersytecie, co zmuszało go do podejmowania różnych zajęć zarobkowych. Pracował m.in. jako spawacz.
Podczas pobytu w Cambridge poznał Ludwiga Wittgensteina i zaczął uczęszczać na jego wykłady. Znajomość ta wywarła zdecydowanie największy wpływ na jego późniejsze poglądy filozoficzne. 

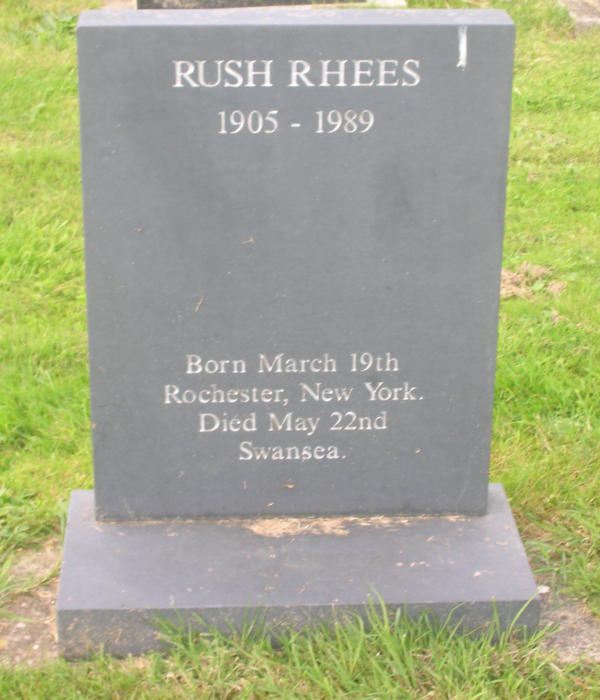
Nagrobek Rheesa na Oystermouth Cemetery, Swansea

W 1940 został mianowany na asystenta wykładowcy przez A. E. Heatha, profesora filozofii na Uniwersytecie w Swansea. Była to posada okresowa, związana z faktem, że wielu młodych pracowników naukowych zostało w czasie II wojny światowej wcielonych do armii. Po zakończeniu działań wojennych w 1945 roku znów bezskutecznie ubiegał się o pracę na kilku brytyjskich uniwersytetach. Przeszkodą był jak zwykle brak publikacji.
Wysiłkiem Heatha w 1946 udało się jednak stworzyć dla Rheesa stałe stanowisko wykładowcy w Swansea. Od początku pracy w Swansea Rhees zyskał sobie ogromny szacunek zarówno studentów, jak i współpracowników, dzięki czemu uzyskał dominujący wpływ na klimat intelektualny wydziału. Przez cały czas utrzymywał bliskie kontakty z Ludwigiem Wittgensteinem, który parokrotnie odwiedził go w Swansea i wyznaczył na wykonawcę swojego testamentu. Po śmierci autora Dociekań filozoficznych przez kilkadziesiąt lat wspólnie z G.E.M. Anscombe i G.H. von Wrightem zagospodarowywał jego nieopublikowaną spuściznę.
Lata największego wpływu intelektualnego Rheesa to okres od 1952 do 1964. Jego studentami bądź współpracownikami w Swansea byli w tym czasie m.in. J. R. Jones, R.F. Holland, D.Z. Phillips i Peter Winch.
W 1966 roku przeszedł na wcześniejszą emeryturę i już jako emerytowany profesor w 1969 wydał swoją pierwszą książkę - był to niezbyt obszerny zbiór esejów filozoficznych zatytułowany Without Answers (kilka z tych tekstów zostało wcześniej opublikowanych w latach 50. i 60.).
W 1970 przeniósł się na pewien czas do Londynu, gdzie prowadził seminaria na King’s College. Był uczestnikiem cotygodniowych dyskusji urządzanych w londyńskim mieszkaniu Petera Wincha, na których obecni byli także Norman Malcolm i Raimond Gaita.
Po pewnym czasie wrócił jednak do Swansea, gdzie zmarł.

## Poglądy filozoficzne

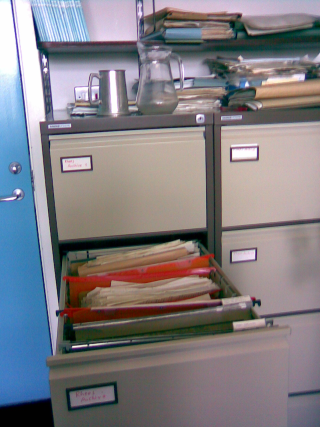
Kolekcja manuskryptów i maszynopisów Rheesa stanowiąca zawartość The Rush Rhees Archives przechowywana na Uniwersytecie w Swansea

Rush Rhees znany jest przede wszystkim jako uczeń, przyjaciel i wydawca dzieł Ludwiga Wittgensteina. Był zwolennikiem późnej filozofii języka autora Dociekań filozoficznych. Przyjmował koncepcję gier językowych aczkolwiek nie bezkrytycznie. Wielu zarzuca Rheesowi, że w swej działalności edytorskiej popełnił poważne błędy wynikające ze złej interpretacji podstawowych koncepcji Wittgensteina, która wynikała z krytycznego stosunku Rheesa idei języka jako rachunku. „Nie można aż tak dużo zrobić za pomocą gier językowych” - pisał.
Niewątpliwie samodzielnym wkładem Rheesa w filozofię jest stworzenie tzw. Wittgensteinowskiej filozofii religii - interesującego nurtu w anglojęzycznej filozofii religii, którego głównymi przedstawicielami byli, obok Rheesa, Peter Winch, Norman Malcolm, R.F. Holland i D.Z. Phillips. Nurt ten, nazywany czasem - nie do końca trafnie -"Wittgensteinowskim fideizmem" czerpie inspiracje z Wittgensteina, Kierkegaarda i Simone Weil. 
Wielkość dorobku Rheesa trudno ocenić. Po jego śmierci okazało się, że zbiór nieopublikowanych notatek filozofa liczy ponad 16 tysięcy stron manuskryptów i maszynopisów. Staraniem D.Z. Phillipsa na Uniwersytecie Walijskim w Swansea utworzono The Rush Rhees Archives – instytucję zajmującą się zagospodarowywaniem spuścizny Rheesa.

## Literatura
- D.Z. Phillips, Introduction, w: Rush Rhees, Rush Rhees on Religion and Philosophy, ed. D.Z. Phillips, M. von der Ruhr, Cambridge University Press, 1997.